# معهد رويترز لدراسة الصحافة
معهد رويترز لدراسة الصحافة هو مركز أبحاث وخلية تفكير مقرها في المملكة المتحدة. وهذا المعهد هو معهد الأبحاث وخلية التفكير التابعة لجامعة أكسفورد، ويهتم بالأمور التي تؤثر على وسائل الإعلام الإخبارية في مختلف أرجاء العالم.
وقد تم تأسيس المعهد في إدارة السياسات والعلاقات الدولية في جامعة أكسفورد في عام 2006 من أجل تنفيذ الأبحاث العلمية والاحترافية المتعلقة بوسائل الإعلام الإخبارية وإدارة برنامج زمالة تومسون رويترز، فضلاً عن استضافة زملاء الأبحاث الأكاديميين. ويعمل هذا المعهد على رأب الصدع في الصحافة العاملة اليومية والدراسات الأكاديمية، وهو يعد بمثابة مركز بحثي جامعي للتميز. ويعقد المعهد بشكل منتظم الندوات والأحداث، كما أنه يوفر برنامجًا مكثفًا للمنشورات. وقد اشتملت أحدث المنشورات الصادرة عن هذا المعهد على البقاء هو النجاح: الطلائع الصحفية على الإنترنت في غرب أوروبا، والأقطاب المتباعدة: التقارير الدولية المتعلقة بالشك في المناخ، وهل هناك هيكل أفضل لموفري الأخبار؟ قدرات الملكية الخيرية والصناديق، وهل يمثل المراسلين الأجانب زيادة غير ضرورية؟، والأعمال المتغيرة للصحافة وتداعياتها على الديمقراطية.
وسوف تحتفل زمالة تومسون رويترز بعيدها الثلاثين في 2013 ومقرها المشترك في إدارة السياسات والعلاقات العامة في جامعة أوكسفورد ووكلية جرين تمبليتون. وقد استضافت 500 زميل من 90 دولة. والزمالة مفتوحة أمام صحفيين في منتصف العمر المهني يتم اختيارهم من كل أرجاء العالم، ويتم تمويلهم من أجل إنتاج أبحاث أكاديمية حول الموضوعات التي يختارونها في أكسفورد.
كما يستضيف المعهد كذلك العلماء العاملين في مشروعات الأبحاث التي يتم تمويلها في الأمور المهمة المتعلقة بصناعة الأخبار. وتشتمل اهتماماته الرئيسية على الممارسات والمعايير والمحاسبة الصحفية وسياسات الإعلام والأعمال المتعلقة بالأخبار.
ويتلقى المعهد تمويلاً أساسيًا من مؤسسة تومسون رويترز، بالإضافة إلى تمويل إضافي من الشركات والمؤسسات الإعلامية وأكاديميات العلوم في مختلف أرجاء العالم.
ويشتمل فريق عمل المعهد على د. ديفيد ليفي، مديرًا، والبروفيسور روبرت جي بيكارد، مديرًا للأبحاث، وجون ليود، مديرًا للصحافة، وجيمس بينتر، رئيسًا لبرنامج الزمالة.

## وصلات خارجية
- http://www.trust.org/
- http://www.foundation.reuters.com/foundation-news/thomson-reuters-foundation-increases-reuters-institute-funding-award/%5Bوصلة+مكسورة%5D
- http://www.brusselsreporter.eu/?p=285 نسخة محفوظة 20 يوليو 2011 على موقع واي باك مشين.
- http://www.guardian.co.uk/media/2006/jan/20/pressandpublishing.highereducation